# Trachypithecus popa
Trachypithecus popa – lutung zamieszkujący środkową Mjanmę, między Irawadi i Saluinem.
Gatunek leśny. Jego nazwa pochodzi od góry Puppa, gdzie zamieszkuje największa z czterech znanych populacji tego gatunku. Będąca wygasłym wulkanem góra stanowi popularne miejsce pielgrzymkowe.
Szacowana liczebność (2020 r.) to 199–259 osobników, gatunek krytycznie zagrożony wyginięciem z powodu polowań, zanikania habitatów wskutek degradacji i fragmentacji środowiska spowodowanej rozwojem rolnictwa, nielegalnym i niezrównoważonym środowiskowo pozyskiwaniem drewna, a także wypasem bydła.
Gatunek najbardziej podobny do T. phayrei, w mniejszym stopniu do T. melamera. Wyróżniony na podstawie badań genetycznych oraz zbiorów London Natural History Museum. Umaszczenie ciemno brązowe lub szaro-brązowe na grzbiecie, kontrastujące z szarym lub białawym brzuchem. Ręce od łokcia na grzbietowej stronie ciemnieją aż do czarnego koloru. Dłonie i stopy czarne. Jasne ubarwienie brzuszne sięga do podbródka i wewnętrznych stron rąk i nóg. Ogon jaśniejszy od pleców, szczególnie u nasady i od brzusznej strony. Twarz czarna z szeroką białą plamą wokół pyska i białym obwódkami wokół oczu. Włosy na głowie zbierają się w czub, widoczne są wydatne wąsy, co nadaje głowie kształt romboidalny.